# Ясмані Копелло
Ясмані Копелло (ісп. Yasmani Copello, нар. 15 квітня 1987, Гавана, Куба) — турецький, колишній кубинський, легкоатлет, що спеціалізується на бігу з бар'єрами, бронзовий призер Олімпійських ігор 2016 року.

## Кар'єра
| Рік  | Чемпіонат        | Місце проведення         | Місце | Результат |
| ---- | ---------------- | ------------------------ | ----- | --------- |
| 2015 | Чемпіонат світу  | Пекін, Китай             | 6     | 48.96     |
| 2016 | Чемпіонат Європи | Амстердам, Нідерланди    | 1     | 48.98     |
| 2016 | Олімпійські ігри | Ріо-де-Жанейро, Бразилія | 3     | 47.92     |